# 정보트러스트센터
정보트러스트센터(Infotrust Center)는 인터넷에서 사라져 가는 정보를 보존하고 공공화하기 위해 만들어진 단체이다.

## 정보트러스트 어워드
정보트러스트 어워드는 2005년과 2007년에 사라져가는 정보들 중에서 보존해야 할 가치가 있는 인터넷 유산을 선정하기 위해 정보트러스트센터가 주관하고, 한국정보문화진흥원, 유네스코 한국위원회, 다음커뮤니케이션에서 주최했던 상이다. 크게는 기술, 인터넷 문화, 정치사회/시민 운동의 3분야, 세부적으로는 18개 분야에 국한하여 선정했다. 이후 유네스코한국위원회가 주관하는 ‘디지털유산어워드’라는 이름으로 계승되었고, 현재는 다음세대재단에서 주관하는 E하루616 디지털 유산 어워드로 명칭이 변경되었다.